# Pierre Braine
Edmond Edouard Pierre Braine (Leopoldsburg, 26 oktober 1900 – Antwerpen, 6 november 1951) was een Belgisch voetballer die speelde als middenvelder. Hij voetbalde in Eerste klasse bij Beerschot VAC en speelde 46 interlands voor het Belgisch voetbalelftal.

## Loopbaan
Braine sloot zich op 7 januari 1914 aan bij Berchem Sport. Na de Eerste Wereldoorlog ging hij voor Beerschot VAC voetballen. In 1919 debuteerde hij er in het eerste elftal van de ploeg en bleef er zijn hele loopbaan voetballen. Met de ploeg, waarin vanaf 1923 eveneens zijn jongere broer Raymond Braine speelde, werd Braine landskampioen in 1922, 1924, 1925, 1926 en 1928.
Tussen 1922 en 1930 speelde Braine 46 wedstrijden voor het Belgisch voetbalelftal en scoorde in totaal vier doelpunten. Hij nam deel aan de Olympische Zomerspelen 1928 in Amsterdam, waar hij drie wedstrijden speelde, en aan het Wereldkampioenschap voetbal 1930 in Uruguay waar hij aanvoerder was en twee wedstrijden speelde.
In 1933 zette Braine een punt achter zijn spelersloopbaan op het hoogste niveau. Hij speelde 292 wedstrijden in Eerste klasse en scoorde in totaal 53 doelpunten.
Op 6 november 1951 wandelde Pierre Braine in het park in Antwerpen en ging zitten op een bank en viel in slaap en stierf.